# Wilmer Valderrama
Wilmer Eduardo Valderrama (* 30. ledna 1980) je americký herec, zpěvák, tanečník, producent a televizní osobnost. Je známý především díky své roli Feze v seriálu Zlatá Sedmdesátá vysílaném v letech 1998 až 2006.

## Život
Narodil se v Miami na Floridě a je synem Sobeidy (rozené Arias) a Balbina A. Valderramových, kteří vlastnili obrovskou farmu. Jeho předci byli Kolumbijci a Venezuelci. Do Venezuely se jeho rodina odstěhovala, když mu byly 3 roky, a poté, když mu bylo 13 let, se přestěhovala do Los Angeles Má dvě sestry Marylin a Stephanie a bratra Christiana. Vystudoval školu Taft High School ve Woodland Hills v Kalifornii.